# Route nationale 794
Pour les articles homonymes, voir Route 794.
La route nationale 794 ou RN 794 était une route nationale française reliant Plancoët à Vitré. À la suite de la réforme de 1972, elle a été déclassée en RD 794.

## Ancien tracé de Plancoët à Vitré (D 794)
- Plancoët
- Corseul
- Dinan
- Lanvallay
- Forêt de Coëtquen
- Meillac
- Combourg
- Saint-Léger-des-Prés
- Marcillé-Raoul
- Saint-Rémy-du-Plain
- Sens-de-Bretagne
- Saint-Aubin-du-Cormier
- Livré-sur-Changeon
- Val-d'Izé
- Vitré